# 옥면도화총상봉
《도화꽃 당신》(玉面桃花总相逢)은 2022년 방송되었던 중국의 드라마이다.

## 줄거리
- 허청가는 어려서 부모님을 잃고 열심히 공부해 과거에 방안으로 급제한다. 승상의 혼담까지 거절하고 부모님끼리 혼인을 약속한 호교에게 찾아가지만, 백정집 딸로 칼 깨나 쓰는 호교는 글밖에 모르는 선비인 허청가가 마음에 들지 않는다. 호교의 거절에도 불구하고 허청가는 돌아가신 부모님의 뜻에 따르기 위해 적극적으로 구혼하고, 결국 호교는 허청가와 결혼해 돈을 모아 자신의 가게를 차리겠다는 꿈을 가지고 3년 계약 결혼을 하게 되는데...

## 등장 인물
- 장한윈 - 호교 역
- 동몽실 (佟梦实) - 허청가 역
- 진혁룡 (陈奕龙) - 고정 역
- 증일훤 (曾一萱) - 옥랑 역
- 왕약린 (Rolling Wang) - 녕왕 역
- 성혜자 (盛蕙子) - 임취 역
- 공어호 (孔语浩) - 진부귀 역